# Hamis magánokirat felhasználása
A  hatályos Büntető Törvénykönyv  a korábbi magánokirat-hamisítás különös részi törvényi tényállásának elnevezését megváltoztatta: a hamis magánokirat felhasználása  a közbizalom elleni bűncselekmények körébe tartozik. A bűncselekmény jogi tárgya a magánokiratokba vetett bizalomhoz fűződő társadalmi érdek.

## Magyar szabályozás
Btk. 345. §: Aki jog vagy kötelezettség létezésének, megváltozásának vagy megszűnésének bizonyítására hamis, hamisított vagy valótlan tartalmú magánokiratot felhasznál, vétség miatt egy évig terjedő szabadságvesztéssel büntetendő.

### Elkövetési tárgy
A bűncselekmény elkövetési tárgya a magánokirat. A magánokiratnak minősül minden olyan okirat, amelyet jog vagy kötelezettség létezésének, megváltozásának vagy megszűnésének a bizonyítására állítottak ki és nem közokirat (lásd még: teljes bizonyító erejű magánokirat). 
A vény, MÁV arcképes igazolvány, menetjegy is magánokirat.

### Elkövetési magatartás
A bűncselekmény elkövetési magatartása a felhasználás. Tehát hamis magánokirat készítése vagy meghamisítása önmagában nem minősül magánokirat-hamisításnak. Felhasználás alatt a hamis, hamisított vagy valótlan tartalmú magánokirat
joghatás kiváltására való használatát jelenti. Felhasználásnak minősül a bemutatás, felmutatás, átadás stb. Nem felhasználás, ha a hamis, hamisított vagy valótlan tartalmú magánokiratot az elkövető magánál tartja.